# Rhaphidophora tetrasperma
Rhaphidophora tetrasperma Hook.f. – gatunek wieloletnich, wiecznie zielonych pnączy z rodziny obrazkowatych, pochodzących z Tajlandii i Półwyspu Malajskiego, zasiedlających lasy deszczowe. Komórki tych roślin posiadają 60 chromosomów tworzących 30 par homologicznych.
W ofercie handlowej gatunek ten występuje pod mylącą nazwą Monstera minima – rośliny z innego rodzaju obrazkowatych, rosnącej w Ameryce Południowej.